# Liste der Nummer-eins-Hits in Norwegen (2020)
Diese Liste der Nummer-eins-Hits basiert auf der offiziellen norwegischen VG-Lista (Top 40 Singles und Alben) im Jahr 2020, veröffentlicht durch IFPI Norwegen.

## Singles
| ← 2019 ← | Liste der Nummer-eins-Hits in Norwegen | Liste der Nummer-eins-Hits in Norwegen | Liste der Nummer-eins-Hits in Norwegen | 2021 →                    |
| \| Zeitraum \| Wo. ges. \| Interpret \| Titel Autor(en) \| Zusätzliche Informationen \| \| (Zeitraum, Wochen auf Platz eins, Interpret, Titel, Autor[en], zusätzliche Informationen) \| \| \| \| \| \| ----------------------------------------------------------------------------------------- \| -------- \| ---------------------------- \| ------------------------------------------------------------------------------------------------------------------------------------------------------------------ \| ------------------------- \| \| 1.–3. Woche 3 Wochen (insgesamt 11) \| 11 \| The Weeknd \| Blinding Lights Ahmad Balshe, Oscar Thomas Holter, Martin Karl Sandberg, Jason Matthew Quenneville, Abel Tesfaye \| – \| \| 4. Woche 1 Woche \| 1 \| Herman Flesvig \| Haugenstua Anders Nilsen, Herman Flesvig \| – \| \| 5.–11. Woche 7 Wochen (insgesamt 11) \| 11 \| The Weeknd \| Blinding Lights Ahmad Balshe, Oscar Thomas Holter, Martin Karl Sandberg, Jason Matthew Quenneville, Abel Tesfaye \| – \| \| 12. Woche 1 Woche \| 1 \| Tix \| Kaller på deg Erik Gustaf Smaaland, Andreas Andresen Haukeland \| – \| \| 13. Woche 1 Woche (insgesamt 11) \| 11 \| The Weeknd \| Blinding Lights Ahmad Balshe, Oscar Thomas Holter, Martin Karl Sandberg, Jason Matthew Quenneville, Abel Tesfaye \| – \| \| 14.–16. Woche 3 Wochen \| 3 \| Tix \| Karantene Erik Gustaf Smaaland, Andreas Andresen Haukeland \| – \| \| 17.–26. Woche 10 Wochen (insgesamt 13) \| 13 \| Victor Leksell \| Svag Carl Wilhelm Anton Silvergran, Felix Kie Dietrich Flygare Floderer, Kevin Magnus Alexander Högdahl, Victor Lars Andreas Leksell, Niklas Gustav Carson-Mattson \| – \| \| 27.–29. Woche 3 Wochen \| 3 \| Jawsh 685 & Jason Derulo \| Savage Love (Laxed – Siren Beat) Jacob Kasher Hindlin, Jason Joel Desrouleaux, Philippe Henri Greiss, Joshua Christian Nanai \| – \| \| 30.–32. Woche 3 Wochen (insgesamt 13) \| 13 \| Victor Leksell \| Svag Carl Wilhelm Anton Silvergran, Felix Kie Dietrich Flygare Floderer, Kevin Magnus Alexander Högdahl, Victor Lars Andreas Leksell, Niklas Gustav Carson-Mattson \| – \| \| 33.–34. Woche 2 Wochen \| 2 \| El Papi feat. Tix \| Igjen og igjen Andreas Andresen Haukeland, Ashti Waledkhani, Magnus Nadheim \| – \| \| 35.–43. Woche 9 Wochen (insgesamt 10) \| 10 \| 24kGoldn feat. Iann Dior \| Mood Keegan Christopher Bach, Omer Fedi, Golden Landis von Jones, Michael Ian Olmo, Blake Slatkin \| – \| \| 44.–46. Woche 3 Wochen (insgesamt 4) \| 4 \| Justin Bieber & Benny Blanco \| Lonely Finneas Baird O’Connell, Justin Drew Bieber, Benjamin Joseph Levin \| – \| \| 47. Woche 1 Woche (insgesamt 10) \| 10 \| 24kGoldn feat. Iann Dior \| Mood Keegan Christopher Bach, Omer Fedi, Golden Landis von Jones, Michael Ian Olmo, Blake Slatkin \| – \| \| 48. Woche 1 Woche (insgesamt 4) \| 4 \| Justin Bieber & Benny Blanco \| Lonely Finneas Baird O’Connell, Justin Drew Bieber, Benjamin Joseph Levin \| – \| \| 49.–50. Woche 2 Wochen (insgesamt 9) \| 9 \| Mariah Carey \| All I Want for Christmas Is You Walter N. Afanasieff, Mariah Carey \| – \| \| 51. Woche 1 Woche (insgesamt 3) \| 3 \| The Kid Laroi \| Without You Omer Fedi, Blake Slatkin, William Thomas Walsh, Charlton Kenneth Jeffrey Howard \| – \| \| 52. Woche 1 Woche (insgesamt 9) \| 9 \| Mariah Carey \| All I Want for Christmas Is You Walter N. Afanasieff, Mariah Carey \| – \| \| 53. Woche 2020 – 1. Woche 2021 2 Wochen (insgesamt 3) \| 3 \| The Kid Laroi \| Without You Omer Fedi, Blake Slatkin, William Thomas Walsh, Charlton Kenneth Jeffrey Howard \| – \| |                                        |                                        | |                           |
| ← 2019 |                                        |                                        | | → 2021 →                  |
| Zeitraum | Wo. ges.                               | Interpret                              | Titel Autor(en) | Zusätzliche Informationen |
| (Zeitraum, Wochen auf Platz eins, Interpret, Titel, Autor[en], zusätzliche Informationen) |                                        |                                        | |                           |
| 1.–3. Woche 3 Wochen (insgesamt 11) | 11                                     | The Weeknd                             | Blinding Lights Ahmad Balshe, Oscar Thomas Holter, Martin Karl Sandberg, Jason Matthew Quenneville, Abel Tesfaye                                                   | –                         |
| 4. Woche 1 Woche | 1                                      | Herman Flesvig                         | Haugenstua Anders Nilsen, Herman Flesvig | –                         |
| 5.–11. Woche 7 Wochen (insgesamt 11) | 11                                     | The Weeknd                             | Blinding Lights Ahmad Balshe, Oscar Thomas Holter, Martin Karl Sandberg, Jason Matthew Quenneville, Abel Tesfaye                                                   | –                         |
| 12. Woche 1 Woche | 1                                      | Tix                                    | Kaller på deg Erik Gustaf Smaaland, Andreas Andresen Haukeland | –                         |
| 13. Woche 1 Woche (insgesamt 11) | 11                                     | The Weeknd                             | Blinding Lights Ahmad Balshe, Oscar Thomas Holter, Martin Karl Sandberg, Jason Matthew Quenneville, Abel Tesfaye                                                   | –                         |
| 14.–16. Woche 3 Wochen | 3                                      | Tix                                    | Karantene Erik Gustaf Smaaland, Andreas Andresen Haukeland | –                         |
| 17.–26. Woche 10 Wochen (insgesamt 13) | 13                                     | Victor Leksell                         | Svag Carl Wilhelm Anton Silvergran, Felix Kie Dietrich Flygare Floderer, Kevin Magnus Alexander Högdahl, Victor Lars Andreas Leksell, Niklas Gustav Carson-Mattson | –                         |
| 27.–29. Woche 3 Wochen | 3                                      | Jawsh 685 & Jason Derulo               | Savage Love (Laxed – Siren Beat) Jacob Kasher Hindlin, Jason Joel Desrouleaux, Philippe Henri Greiss, Joshua Christian Nanai                                       | –                         |
| 30.–32. Woche 3 Wochen (insgesamt 13) | 13                                     | Victor Leksell                         | Svag Carl Wilhelm Anton Silvergran, Felix Kie Dietrich Flygare Floderer, Kevin Magnus Alexander Högdahl, Victor Lars Andreas Leksell, Niklas Gustav Carson-Mattson | –                         |
| 33.–34. Woche 2 Wochen | 2                                      | El Papi feat. Tix                      | Igjen og igjen Andreas Andresen Haukeland, Ashti Waledkhani, Magnus Nadheim                                                                                        | –                         |
| 35.–43. Woche 9 Wochen (insgesamt 10) | 10                                     | 24kGoldn feat. Iann Dior               | Mood Keegan Christopher Bach, Omer Fedi, Golden Landis von Jones, Michael Ian Olmo, Blake Slatkin                                                                  | –                         |
| 44.–46. Woche 3 Wochen (insgesamt 4) | 4                                      | Justin Bieber & Benny Blanco           | Lonely Finneas Baird O’Connell, Justin Drew Bieber, Benjamin Joseph Levin                                                                                          | –                         |
| 47. Woche 1 Woche (insgesamt 10) | 10                                     | 24kGoldn feat. Iann Dior               | Mood Keegan Christopher Bach, Omer Fedi, Golden Landis von Jones, Michael Ian Olmo, Blake Slatkin                                                                  | –                         |
| 48. Woche 1 Woche (insgesamt 4) | 4                                      | Justin Bieber & Benny Blanco           | Lonely Finneas Baird O’Connell, Justin Drew Bieber, Benjamin Joseph Levin                                                                                          | –                         |
| 49.–50. Woche 2 Wochen (insgesamt 9) | 9                                      | Mariah Carey                           | All I Want for Christmas Is You Walter N. Afanasieff, Mariah Carey                                                                                                 | –                         |
| 51. Woche 1 Woche (insgesamt 3) | 3                                      | The Kid Laroi                          | Without You Omer Fedi, Blake Slatkin, William Thomas Walsh, Charlton Kenneth Jeffrey Howard                                                                        | –                         |
| 52. Woche 1 Woche (insgesamt 9) | 9                                      | Mariah Carey                           | All I Want for Christmas Is You Walter N. Afanasieff, Mariah Carey                                                                                                 | –                         |
| 53. Woche 2020 – 1. Woche 2021 2 Wochen (insgesamt 3) | 3                                      | The Kid Laroi                          | Without You Omer Fedi, Blake Slatkin, William Thomas Walsh, Charlton Kenneth Jeffrey Howard                                                                        | –                         |

## Alben
| ← 2019 ← | Liste der Nummer-eins-Hits in Norwegen | Liste der Nummer-eins-Hits in Norwegen | Liste der Nummer-eins-Hits in Norwegen   | 2021 →                    |
| \| Zeitraum \| Wo. ges. \| Interpret \| Titel \| Zusätzliche Informationen \| \| (Zeitraum, Wochen auf Platz eins, Interpret, Titel, zusätzliche Informationen) \| \| \| \| \| \| ------------------------------------------------------------------------------ \| -------- \| ----------------------- \| ---------------------------------------- \| ------------------------- \| \| 1. Woche 1 Woche \| 1 \| JackBoys & Travis Scott \| JackBoys \| – \| \| 2. Woche 1 Woche (insgesamt 13) \| 13 \| Billie Eilish \| When We All Fall Asleep, Where Do We Go? \| – \| \| 3. Woche 1 Woche \| 1 \| Selena Gomez \| Rare \| – \| \| 4.–5. Woche 2 Wochen \| 2 \| Eminem \| Music to Be Murdered By \| – \| \| 6. Woche 1 Woche \| 1 \| Ole Paus \| Så nær, så nær \| – \| \| 7. Woche 1 Woche \| 1 \| Lewis Capaldi \| Divinely Uninspired to a Hellish Extent \| – \| \| 8. Woche 1 Woche \| 1 \| Kvelertak \| Splid \| – \| \| 9.–12. Woche 4 Wochen \| 4 \| Cezinando \| Et godt stup i et grunt vann \| – \| \| 13.–22. Woche 10 Wochen (insgesamt 16) \| 16 \| The Weeknd \| After Hours \| – \| \| 23. Woche 1 Woche (insgesamt 2) \| 2 \| Kygo \| Golden Hour \| – \| \| 24. Woche 1 Woche \| 1 \| Emilie Nicolas \| Let Her Breathe \| – \| \| 25. Woche 1 Woche (insgesamt 16) \| 16 \| The Weeknd \| After Hours \| – \| \| 26. Woche 1 Woche \| 1 \| Bob Dylan \| Rough and Rowdy Ways \| – \| \| 27. Woche 1 Woche (insgesamt 2) \| 2 \| Kygo \| Golden Hour \| – \| \| 28. Woche 1 Woche (insgesamt 13) \| 13 \| Pop Smoke \| Shoot for the Stars, Aim for the Moon \| – \| \| 29.–30. Woche 2 Wochen (insgesamt 3) \| 3 \| Juice Wrld \| Legends Never Die \| – \| \| 31. Woche 1 Woche \| 1 \| Taylor Swift \| Folklore \| – \| \| 32. Woche 1 Woche (insgesamt 13) \| 13 \| Pop Smoke \| Shoot for the Stars, Aim for the Moon \| – \| \| 33. Woche 1 Woche (insgesamt 3) \| 3 \| Juice Wrld \| Legends Never Die \| – \| \| 34.–43. Woche 10 Wochen (insgesamt 13) \| 13 \| Pop Smoke \| Shoot for the Stars, Aim for the Moon \| – \| \| 44. Woche 1 Woche \| 1 \| Bruce Springsteen \| Letter to You \| – \| \| 45. Woche 1 Woche \| 1 \| Ariana Grande \| Positions \| – \| \| 46. Woche 1 Woche (insgesamt 13) \| 13 \| Pop Smoke \| Shoot for the Stars, Aim for the Moon \| – \| \| 47. Woche 1 Woche \| 1 \| AC/DC \| Power Up \| – \| \| 48. Woche 1 Woche \| 1 \| BTS \| Be \| – \| \| 49.–52. Woche 4 Wochen (insgesamt 29) \| 29 \| Kurt Nilsen & KORK \| Have Yourself a Merry Little Christmas \| – \| \| 53. Woche 2020 – 5. Woche 2021 6 Wochen \| 6 \| The Kid Laroi \| F*ck Love \| – \| |                                        |                                        |                                          |                           |
| ← 2019 |                                        |                                        |                                          | → 2021 →                  |
| Zeitraum | Wo. ges.                               | Interpret                              | Titel                                    | Zusätzliche Informationen |
| (Zeitraum, Wochen auf Platz eins, Interpret, Titel, zusätzliche Informationen) |                                        |                                        |                                          |                           |
| 1. Woche 1 Woche | 1                                      | JackBoys & Travis Scott                | JackBoys                                 | –                         |
| 2. Woche 1 Woche (insgesamt 13) | 13                                     | Billie Eilish                          | When We All Fall Asleep, Where Do We Go? | –                         |
| 3. Woche 1 Woche | 1                                      | Selena Gomez                           | Rare                                     | –                         |
| 4.–5. Woche 2 Wochen | 2                                      | Eminem                                 | Music to Be Murdered By                  | –                         |
| 6. Woche 1 Woche | 1                                      | Ole Paus                               | Så nær, så nær                           | –                         |
| 7. Woche 1 Woche | 1                                      | Lewis Capaldi                          | Divinely Uninspired to a Hellish Extent  | –                         |
| 8. Woche 1 Woche | 1                                      | Kvelertak                              | Splid                                    | –                         |
| 9.–12. Woche 4 Wochen | 4                                      | Cezinando                              | Et godt stup i et grunt vann             | –                         |
| 13.–22. Woche 10 Wochen (insgesamt 16) | 16                                     | The Weeknd                             | After Hours                              | –                         |
| 23. Woche 1 Woche (insgesamt 2) | 2                                      | Kygo                                   | Golden Hour                              | –                         |
| 24. Woche 1 Woche | 1                                      | Emilie Nicolas                         | Let Her Breathe                          | –                         |
| 25. Woche 1 Woche (insgesamt 16) | 16                                     | The Weeknd                             | After Hours                              | –                         |
| 26. Woche 1 Woche | 1                                      | Bob Dylan                              | Rough and Rowdy Ways                     | –                         |
| 27. Woche 1 Woche (insgesamt 2) | 2                                      | Kygo                                   | Golden Hour                              | –                         |
| 28. Woche 1 Woche (insgesamt 13) | 13                                     | Pop Smoke                              | Shoot for the Stars, Aim for the Moon    | –                         |
| 29.–30. Woche 2 Wochen (insgesamt 3) | 3                                      | Juice Wrld                             | Legends Never Die                        | –                         |
| 31. Woche 1 Woche | 1                                      | Taylor Swift                           | Folklore                                 | –                         |
| 32. Woche 1 Woche (insgesamt 13) | 13                                     | Pop Smoke                              | Shoot for the Stars, Aim for the Moon    | –                         |
| 33. Woche 1 Woche (insgesamt 3) | 3                                      | Juice Wrld                             | Legends Never Die                        | –                         |
| 34.–43. Woche 10 Wochen (insgesamt 13) | 13                                     | Pop Smoke                              | Shoot for the Stars, Aim for the Moon    | –                         |
| 44. Woche 1 Woche | 1                                      | Bruce Springsteen                      | Letter to You                            | –                         |
| 45. Woche 1 Woche | 1                                      | Ariana Grande                          | Positions                                | –                         |
| 46. Woche 1 Woche (insgesamt 13) | 13                                     | Pop Smoke                              | Shoot for the Stars, Aim for the Moon    | –                         |
| 47. Woche 1 Woche | 1                                      | AC/DC                                  | Power Up                                 | –                         |
| 48. Woche 1 Woche | 1                                      | BTS                                    | Be                                       | –                         |
| 49.–52. Woche 4 Wochen (insgesamt 29) | 29                                     | Kurt Nilsen & KORK                     | Have Yourself a Merry Little Christmas   | –                         |
| 53. Woche 2020 – 5. Woche 2021 6 Wochen | 6                                      | The Kid Laroi                          | F*ck Love                                | –                         |

## Jahreshitparaden
| ← 2019 ← | Liste der Nummer-eins-Hits in Norwegen | Liste der Nummer-eins-Hits in Norwegen                 | Liste der Nummer-eins-Hits in Norwegen | 2021 →   |
| \| Singles \| Position# \| Alben \| \| --------------------------------------------------------------------------------------------------------------------------------------------------------------------------------- \| --------- \| ------------------------------------------------------ \| \| Svag Victor Leksell Carl Wilhelm Anton Silvergran, Felix Kie Dietrich Flygare Floderer, Kevin Magnus Alexander Högdahl, Victor Lars Andreas Leksell, Niklas Gustav Carson-Mattson \| 1 \| Shoot for the Stars, Aim for the Moon Pop Smoke \| \| Blinding Lights The Weeknd Ahmad Balshe, Oscar Thomas Holter, Martin Karl Sandberg, Jason Matthew Quenneville, Abel Tesfaye \| 2 \| After Hours The Weeknd \| \| Roses (Imanbek Remix) Saint Jhn Steven Gregory Drozd, Michael Lee Ivins, Wayne Michael Coyne, Carlos St. John Phillips, Lee Stashenko \| 3 \| Divinely Uninspired to a Hellish Extent Lewis Capaldi \| \| Dance Monkey Tones and I Toni Elizabeth Watson \| 4 \| Legends Never Die Juice Wrld \| \| Someone You Loved Lewis Capaldi Lewis Marc Capaldi, Benjamin Alexander Kohn, Peter Norman Cullen Kelleher, Thomas Andrew Searle Barnes, Samuel Elliot Roman \| 5 \| When We All Fall Asleep, Where Do We Go? Billie Eilish \| \| Rockstar DaBaby feat. Roddy Ricch Jonathan Lyndale Kirk, Rodrick D. Moore, Ross Joseph Portaro IV \| 6 \| Fine Line Harry Styles \| \| Haugenstua Herman Flesvig Anders Nilsen, Herman Flesvig \| 7 \| Golden Hour Kygo \| \| Mood 24kGoldn feat. Iann Dior Keegan Christopher Bach, Omer Fedi, Golden Landis von Jones, Michael Ian Olmo, Blake Slatkin \| 8 \| Hollywood’s Bleeding Post Malone \| \| Savage Love (Laxed – Siren Beat) Jawsh 685 & Jason Derulo Jacob Kasher Hindlin, Jason Joel Desrouleaux, Philippe Henri Greiss, Joshua Christian Nanai \| 9 \| Fånga mig när jag faller Victor Leksell \| \| Somebody Dagny Dagny Norvoll Sandvik, Lasse Michelsen, Cato Sundberg, Kent Sundberg \| 10 \| Future Nostalgia Dua Lipa \| |                                        |                                                        |                                        |          |
| ← 2019 |                                        |                                                        |                                        | → 2021 → |
| Singles | Position#                              | Alben                                                  |                                        |          |
| Svag Victor Leksell Carl Wilhelm Anton Silvergran, Felix Kie Dietrich Flygare Floderer, Kevin Magnus Alexander Högdahl, Victor Lars Andreas Leksell, Niklas Gustav Carson-Mattson | 1                                      | Shoot for the Stars, Aim for the Moon Pop Smoke        |                                        |          |
| Blinding Lights The Weeknd Ahmad Balshe, Oscar Thomas Holter, Martin Karl Sandberg, Jason Matthew Quenneville, Abel Tesfaye | 2                                      | After Hours The Weeknd                                 |                                        |          |
| Roses (Imanbek Remix) Saint Jhn Steven Gregory Drozd, Michael Lee Ivins, Wayne Michael Coyne, Carlos St. John Phillips, Lee Stashenko | 3                                      | Divinely Uninspired to a Hellish Extent Lewis Capaldi  |                                        |          |
| Dance Monkey Tones and I Toni Elizabeth Watson | 4                                      | Legends Never Die Juice Wrld                           |                                        |          |
| Someone You Loved Lewis Capaldi Lewis Marc Capaldi, Benjamin Alexander Kohn, Peter Norman Cullen Kelleher, Thomas Andrew Searle Barnes, Samuel Elliot Roman | 5                                      | When We All Fall Asleep, Where Do We Go? Billie Eilish |                                        |          |
| Rockstar DaBaby feat. Roddy Ricch Jonathan Lyndale Kirk, Rodrick D. Moore, Ross Joseph Portaro IV | 6                                      | Fine Line Harry Styles                                 |                                        |          |
| Haugenstua Herman Flesvig Anders Nilsen, Herman Flesvig | 7                                      | Golden Hour Kygo                                       |                                        |          |
| Mood 24kGoldn feat. Iann Dior Keegan Christopher Bach, Omer Fedi, Golden Landis von Jones, Michael Ian Olmo, Blake Slatkin | 8                                      | Hollywood’s Bleeding Post Malone                       |                                        |          |
| Savage Love (Laxed – Siren Beat) Jawsh 685 & Jason Derulo Jacob Kasher Hindlin, Jason Joel Desrouleaux, Philippe Henri Greiss, Joshua Christian Nanai | 9                                      | Fånga mig när jag faller Victor Leksell                |                                        |          |
| Somebody Dagny Dagny Norvoll Sandvik, Lasse Michelsen, Cato Sundberg, Kent Sundberg | 10                                     | Future Nostalgia Dua Lipa                              |                                        |          |